# Žihlava
Žihlava este o localitate din comuna Sveti Jurij ob Ščavnici, Slovenia, cu o populație de 78 de locuitori.